# Preseka, Babušnica
Preseka (izvirno srbsko Пресека) je naselje v Srbiji, ki upravno spada pod Občino Babušnica; slednja pa je del Pirotskega upravnega okraja.

## Demografija
V naselju živi 234 polnoletnih prebivalcev, pri čemer je njihova povprečna starost 49,1 let (47,6 pri moških in 50,7 pri ženskah). Naselje ima 103 gospodinjstev, pri čemer je povprečno število članov na gospodinjstvo 2,60.
V času zadnjih treh popisov je opazno zmanjšanje števila prebivalcev.
|  |

| Demografija | Demografija     | Demografija     |
| Leto        | Št. prebivalcev | Št. prebivalcev |
| ----------- | --------------- | --------------- |
|             |                 |                 |
|             |                 |                 |
|             |                 |                 |
|             |                 |                 |
| 1948        | 606             |                 |
| 1953        | 630             |                 |
| 1961        | 647             |                 |
| 1971        | 611             |                 |
| 1981        | 535             |                 |
| 1991        | 364             | 362             |
| 2002        | 268             | 268             |
|             |                 |                 |

| Etnična sestava po popisu iz leta 2002 | Etnična sestava po popisu iz leta 2002 | Etnična sestava po popisu iz leta 2002 | Etnična sestava po popisu iz leta 2002 | Etnična sestava po popisu iz leta 2002 |
| -------------------------------------- | -------------------------------------- | -------------------------------------- | -------------------------------------- | -------------------------------------- |
| Bolgari                                | Bolgari                                |                                        | 165                                    | 61,56%                                 |
| Srbi                                   | Srbi                                   |                                        | 85                                     | 31,71%                                 |
| Neznano                                | Neznano                                |                                        | 1                                      | 0,37%                                  |